# 진만년
진만년(陳萬年, ? ~ 기원전 44년)은 전한 후기의 관료로, 자는 유공(幼公)이며 패군 상현(相縣) 사람이다.

## 생애
군리(郡吏)를 지내다가 찰거(察舉)로 현령이 되었고, 광릉상으로 승진하였다. 이후 능력을 인정받아 우부풍·태복을 역임하였다.
진만년은 사람됨이 신중하고 공평하였으나, 한편으로는 외척 허(許)씨·사(史)씨에게 뇌물을 바쳤다. 또 승상 병길이 몸져 누워 여러 관료들이 문병을 다녀간 일이 있었는데, 가승(家丞)까지 돌아갔는데도 진만년은 홀로 남아 밤늦게까지 있다가 돌아갔다. 나중에 병길의 병세는 위독해졌고, 선제가 친히 병길을 찾아가 뒷일을 맡길 만한 신하를 물어보니 병길은 우정국·두연년·진만년을 추천하였다. 진만년은 어사대부에 임명되고 7년 후 죽었다.
아들 진함은 관직이 소부에 이르렀다.

## 출전
- 반고, 《한서》
  - 권19하 백관공경표 下
  - 권66 공손유전왕양채진정전